# Október 22.
Október 22. az év 295. (szökőévben 296.) napja a Gergely-naptár szerint. Az évből még 70 nap van hátra.
Névnapok: Előd + Admira, Inge, Ingeborg, Kordélia, Koren, Korina, Korinna, Mária, Mirabel, Mirabella, Szalóme, Szulamit, Várkony, Vilibald

## Események
- 1316 – Pápai adószedők érkeznek Magyarországra.
- 1686 – A törökök kivonulnak Pécsről, 143 évi megszállás után.
- 1883 – Megnyílik a New York-i Metropolitan Opera.
- 1921 – Horthy Miklós hadparancsa a hadsereget a kormányzóra tett esküjére emlékezteti IV. Károllyal szemben.[1]
- 1931 – E napon teszi közzé a Népszövetség által kiküldött szakértői bizottság a Magyarország pénzügyi helyzetéről szóló jelentését, mely szerint az ország külföldi adóssága kereken 4 milliárd pengő.
- 1932 – Gömbös Gyula felhívást intéz a munkaadókhoz, mely szerint alkalmazzanak újabb munkásokat, csökkentsék a munkanélküliek számát. A felhívás eredménytelen marad.
- 1937 – Magyarország és Finnország kulturális egyezményt köt Budapesten.
- 1956 – Władysław Gomułka győz Varsóban. Nyikita Szergejevics Hruscsov szovjet pártfőtitkár Varsóba repül, a szovjet csapatokat mozgósítják. Gomulka és a vezetők határozottan kiállnak a Varsói Szerződés szövetségi rendszere mellett, ezzel sikerül elhárítniuk egy lehetséges szovjet beavatkozást.
- 1957 – Konrad Adenauert újra Nyugat-Németország kancellárjává választják.
- 1962 – Kirobban a kubai rakétaválság. John F. Kennedy amerikai elnök követeli a Szovjetuniótól, hogy szerelje le Kubában létesített rakétatámaszpontjait és szállítsa el az odatelepített szovjet közepes hatótávolságú rakétákat, egyben Kubát tengeri blokád alá vonja.
- 1971 – Fock Jenő beszéde a Parlamentben a gazdaság állapotáról, a külkereskedelmi mérleg kedvezőtlen alakulásáról, valamint a gazdaságirányítási reform nyomán kialakult társadalmi jelenségekről.
- 1975 – A szovjet Venyera–9 űrszonda leszáll a Vénusz felszínére, és tévéfelvételeket közvetít.
- 1978 – Az október 16-án pápává választott Karol Wojtyla mint II. János Pál pápa a Szent Péter-bazilika előtti téren bemutatja székfoglaló szentmiséjét.
- 1979 – A Disneyworld ezen a napon fogadja százmilliomodik vendégét.
- 1987 – Irodalmi Nobel-díjat kap Joszif Brodszkij.
- 1989 – A libanoni parlament elfogadja a katolikusok és muszlimok közötti megbékélésről szóló dokumentumot, ennek következtében egy év múlva véget ér a polgárháború.
- 1991 – Mihail Gorbacsov és a moszkvai államvezetés elítéli az 1956-os szovjet katonai beavatkozást Magyarországon.
- 2014 – Strasbourgban az Európai Parlament (EP) megszavazza a Jean-Claude Juncker által vezetett új Európai Bizottságot, amelyben Navracsics Tibor a kulturális, oktatási, ifjúságpolitikai és sportügyi biztosi teendőket látja el.[2]
- 2019 – Naruhito japán császár (tennó) trónfoglalása.
- 2022 – Az RTL Klub nevet vált és RTL néven folytatja.

## Sportesemények
Formula–1
- 1967 –  mexikói nagydíj, Mexikóváros - Győztes: Jim Clark  (Lotus Ford)
- 1989 –  japán nagydíj, Suzuka - Győztes:  Alessandro Nannini  (Benetton Ford)
- 1995 –  Csendes-oceáni nagydíj, Aida - Győztes:  Michael Schumacher  (Benetton Renault)
- 2000 –  maláj nagydíj, Sepang - Győztes:  Michael Schumacher  (Ferrari)
- 2006 –  brazil nagydíj, Interlagos - Győztes: Felipe Massa  (Ferrari)
- 2017 –  amerikai nagydíj, Circuit of the Americas - Győztes:Lewis Hamilton  (Mercedes)
- 2023 - amerikai nagydíj,  Circuit of the Americas - Győztes:Max Verstappen (Red Bull)

## Születések
- 1197 – Dzsuntoku, a 84. japán császár (1210–1221) († 1242)
- 1811 – Liszt Ferenc magyar zeneszerző, zongoraművész († 1886)
- 1814 – Obernyik Károly író, a Tízek Társaságának tagja († 1855)
- 1822 – Orlai Petrich Soma magyar festőművész († 1880)
- 1832 – Leopold Damrosch porosz karmester, a New York Symphony Society megalapítója († 1885)
- 1870 – Ivan Alekszejevics Bunyin Nobel-díjas orosz író, költő, műfordító († 1953)
- 1881 – Clinton Davisson Nobel-díjas amerikai fizikus († 1958)
- 1883 – Jacobi Viktor magyar zeneszerző († 1921)
- 1905 – Kozma József (Joseph Kosma) magyar szárm. zeneszerző († 1969)
- 1912 – Szalai Sándor magyar szociológus († 1983)
- 1913 – Robert Capa (eredeti neve Friedmann Endre) magyar származású fotóművész, haditudósító († 1954)
- 1913 – Botond-Bolics György magyar mérnök, szakíró, népszerű-tudományos művek szerzője, "Mikrobi" szellemi atyja († 1975)
- 1916 – Világhy Miklós jogász, az MTA tagja († 1980)
- 1917 – Joan Fontaine Oscar-díjas amerikai színésznő († 2013)
- 1918 – Johnnie Tolan (John Tolan) amerikai autóversenyző († 1986)
- 1919 – Doris Lessing Nobel-díjas brit író († 2013)
- 1919 – Szép Zoltán magyar színész
- 1924 – Faluvégi Lajos magyar közgazdász, pénzügyminiszter († 1999)
- 1928 – Dévavári Zoltán (írói néven: Dér Zoltán) magyar író, költő, műfordító († 2007)
- 1931 – Ecser Károly magyar súlyemelő, Európa-bajnok († 2005)
- 1934 – Pomogáts Béla Széchenyi-díjas magyar kritikus, irodalomtörténész, tanár († 2023)
- 1936 – Török Ferenc Kossuth-díjas magyar építész, egyetemi tanár, a nemzet művésze († 2021)
- 1937 – Kocsis Ernő magyar festőművész († 2016)
- 1938 – Christopher Lloyd amerikai színész
- 1938 – Derek Jacobi angol színész
- 1942 – Annette Funicello amerikai színésznő († 2013)
- 1943 – Catherine Deneuve (er. Cathérine Dorléac) francia színésznő
- 1950 – Mikó István Jászai-díjas magyar színész, színházigazgató, érdemes művész
- 1952 – Jeff Goldblum amerikai színész
- 1953 – Csepregi Éva magyar énekesnő, dalszövegíró
- 1963 – Brian Anthony Boitano amerikai olimpiai bajnok műkorcsolyázó
- 1966 – Valeria Golino olasz színésznő
- 1971 – Dávid Kornél magyar kosárlabdázó
- 1974 – Kónya Ákos magyar ultramaratoni futó
- 1981 – Nagy Csilla magyar irodalomtörténész
- 1982 – Czink Melinda magyar teniszezőnő
- 1986 – Kyle Gallner amerikai színész
- 1989 – Menyhért Gergő magyar labdarúgó
- 1996 – Johannes Høsflot Klæbo norvég sífutó

## Halálozások
- 741 – Martell Károly a Frank Királyság teljhatalmú majordomusa (* 686)
- 1882 – Arany János magyar költő (* 1817)
- 1906 – Paul Cezanne francia posztimpresszionista festőművész (* 1839)
- 1938 – Bernády György gyógyszerész, jogász, politikus, Marosvásárhely polgármestere 1900–1912 és 1926–1929 között (* 1864).
- 1965 – Paul Tillich német származású amerikai teológus, lelkész (* 1886)
- 1971 – Szendrő József Jászai-díjas magyar színész, rendező (* 1914)
- 1973 – Pablo Casals spanyol gordonkaművész, zeneszerző (* 1876)
- 1976 – Wictor Charon magyar filozófus, író, zeneszerző (* 1907)
- 1979 – Nadia Boulanger francia zenepedagógus (* 1887)
- 1979 – Jakabos Ödön romániai magyar író, rendező (* 1940)
- 1984 – Szakáts Miklós magyar színész (* 1920)
- 1986 – Szent-Györgyi Albert Nobel-díjas magyar biokémikus (* 1893)
- 1987 – Lino Ventura (er. Angiolino Giuseppe Pasquale Ventura) olasz–francia színész (* 1919)
- 1989 – Fred Ashmore brit autóversenyző (* 1907)
- 1993 – Innes Ireland (Robert MacGregor Ireland) brit autóversenyző (* 1930)
- 2005 – David Clapham dél-afrikai autóversenyző (* 1931)
- 2006 – Mancs (minden idők egyik legjobb magyarországi mentőkutyája) (* 1994)
- 2007 – Ève Curie francia újságíró, író és diplomata,  Pierre és Marie Curie leánya (* 1904)
- 2013 – Für Lajos történész, politikus, az MDF alapító tagja, az Antall-kormány honvédelmi minisztere (* 1930)
- 2019 – Sárközy Zoltán Jászai-díjas magyar színész (* 1934)
- 2021 – Mádl Dalma Mádl Ferenc köztársasági elnök özvegye (* 1932)
- 2021 – Venczel Vera, Jászai-díjas magyar színésznő (* 1946)
- 2022 – Dietrich Mateschitz, osztrák üzletember  (* 1944)
- 2023 – Bíró Zsuzsa magyar dramaturg (* 1933)
- 2024 – Sánta Ferenc kétszeres Kossuth-díjas magyar hegedűművész, primás, a nemzet művésze (* 1945)

## Nemzeti ünnepek, emléknapok, világnapok
- Szentszék ünnepe – Vatikán nemzeti ünnepe
- Laosz teljes függetlenségének napja (1953)
- A dadogás elfogadásának nemzetközi világnapja 1998 óta.
- Caps Lock világnapja